# Johann Friedrich Rhode
Johann Friedrich Rhode († nach 1769) war ein deutscher Orgelbauer in Danzig.

## Leben
Der Name weist auf eine Herkunft der Familie aus Thüringen. Von 1726 bis 1746 war ein Johann Friedrich Rhode Lehrer und Organist in Praust bei Danzig. Wahrscheinlich war es derselbe. Dessen Sohn Gottfried Emanuel Rhode wurde Nachfolger in diesen Ämtern.
Johann Friedrich Rhode war wahrscheinlich ein Schüler von Andreas Hildebrandt in Danzig, worauf eine ähnliche Bauweise der Orgeln deutet. 1749 war er Geselle bei Christoph Heinrich Obuch. Danach ließ er sich in Danzig nieder und baute Klaviere und Orgeln. Bekannt sind zwei Klaviere von J. F. Rhode in Dantzig, die 1928 in Elbing vorhanden waren, sowie vier Orgelneubauten von 1760 bis 1769.
Gottlieb Paschke war möglicherweise ein Schüler von Rhode.

## Orgeln
Von Johann Friedrich Rhode sind folgende Orgelneubauten bekannt.
| Jahr      | Ort        | Gebäude             | Bild | Manuale | Register | Bemerkungen                                  |
| --------- | ---------- | ------------------- | ---- | ------- | -------- | -------------------------------------------- |
| 1760–1761 | Danzig     | St. Johannes        |      | II/P    | 30       | Kleine Orgel, 1912 durch Wittek ersetzt      |
| 1761–1762 | Ohra       | Evangelische Kirche |      | II/P    | 20       | 1813 verbrannt                               |
| 1762–1763 | Rambeltsch | Hospitalkirche      |      | I       | 9        | 1862 durch Schuricht ersetzt                 |
| 1765–1769 | Danzig     | St. Peter und Paul  |      | II/P    | 40       | später repariert und umgebaut, 1945 zerstört |

Ein vermuteter Neubau 1755 in der Nikolaikirche in Danzig wurde wahrscheinlich von Friedrich Rudolf Dalitz durchgeführt.